# Singlestick
Le singlestick, ou cudgels, désigne un art martial utilisant un bâton, mais aussi ce même bâton. Il s'agit d'une évolution du waster (en) très utilisée pour l'entraînement des marins dans la Royal Navy puis dans l'United States Navy.